# Dichagyris subsqualorum
Dichagyris subsqualorum är en fjärilsart som beskrevs av Igor Kozhanchikov 1930. Dichagyris subsqualorum ingår i släktet Dichagyris och familjen nattflyn. Inga underarter finns listade i Catalogue of Life.